# Violeta Parra en sus 90 años
Violeta Parra en sus 90 Años es una edición conmemorativa, en formato DVD y CD, de la folclorista y cantautora chilena Violeta Parra, editado durante 2008 por Warner Music, en conjunto con la Fundación Violeta Parra. Contiene un DVD (Violeta Parra, Pintora Chilena) y la primera edición en CD de Violeta Parra en Argentina, álbum inédito de la folclorista, originalmente grabado en Buenos Aires durante 1961. La edición se acompaña por un folleto informativo de 12 páginas, que contiene la presentación del CD y su lista de canciones, y la introducción a la nueva edición del álbum Las Últimas Composiciones, ambos escritos por la periodista chilena Marisol García, además de la lista de pistas del DVD y un extracto de una entrevista realizada, en francés, a la folclorista chilena.

## DVD: Violeta Parra, Pintora Chilena
Violeta Parra, Pintora Chilena pretende ilustrar la obra gráfica y pictórica de Violeta Parra, reproduciendo material audiovisual grabado por la artista en vida, y combinándolo con imágenes de sus arpilleras y pinturas, comentadas por Isabel Parra e Ignacio Agüero. Adicionalmente, el documental contiene una canción inédita de la artista ("La Flor del Olvido"), interpretada por su hija Isabel en voz y cuatro, en compañía del músico Roberto Trenca, en tiple, cuatro y guitarras.

### Lista de escenas del DVD
- Todas las pistas son imágenes de obras artísticas de Violeta, con comentarios de Isabel Parra e Ignacio Agüero, excepto las películas de época, que se destacan en negrita, y la canción "La Flor del Olvido", que corresponde a un audio (sin imágenes).

1. Arpilleras – 15:47
2. Película: Violeta habla de sus arpilleras – 6:38
3. Extracto de un documental realizado por la televisión de Suiza durante 1965.
4. Papel maché – 11:20
5. Pinturas – 23:12
6. Película: Violeta habla de sus pinturas – 5:14
7. Extracto de un documental realizado por la televisión de Suiza durante 1965.
8. Pinturas: En manos de Nicanor – 9:38
9. Pinturas: 3 obras – 3:07
10. Arpillera: Isabel – 0:24
11. Pinturas: El gavilán – 6:47
12. Pinturas: Reversos – 2:27
13. Pinturas: Carmen 340 – 1:52
14. Papel maché: La Vaquita Echá – 2:10
15. Máscaras – 2:04
16. Película: Cueca – 1:28
17. Película: Cueca (comentada) – 1:28
18. "La Flor del Olvido" (canción, sólo audio) – 5:12
19. "La Flor del Olvido" (canción, sólo audio, comentada) – 5:12
20. 'Película: Exposición en el Museo Louvre – 5:56
21. Revistas – 1:50
22. Fotografías – 6:38
23. Créditos (y pinturas) – 3:54

### Créditos
- Dirección: Ignacio Agüero
- Edición: Mario Díaz Inostroza
- Sonido directo: Mario Díaz Inostroza
- Grabaciones casa de Violeta en calle Segovia: Daniel Sandoval
- Fotografías arpilleras y pinturas: Fernando Balmaceda
- Fotografías 3 obras: Fréderic Hiltrband, gentileza del señor Freddy Buache
- Fotografías "Vaquita Echá": Paula Sánchez Orrego
- Producción digital: Paula Sánchez Orrego
- Postproducción digital: Elisa Díaz Browne
- Producción: Fundación Violeta Parra

## CD: Violeta Parra en Argentina
Como anexo al DVD, se entrega un CD con la edición completa del álbum Violeta Parra en Argentina, que la folclorista chilena grabó en Argentina durante su estadía en dicho país, durante el año 1961 y que permanecía inédito hasta la fecha. El álbum es acompañado por notas de la periodista Marisol García, en que se cuentan algunos detalles del contexto de la grabación del disco.

## Enlaces
- Fundación Violeta Parra
- Notas de la reedición

- Datos: Q9094302